# 灰熊樂隊
灰熊樂隊 (Grizzly Bear) 是成立於美國布魯克林區的一隊美國獨立搖滾樂隊。樂隊於2002年成立，起初為主音Ed Droste的藝名，他於2004年推出了專輯Horn of Plenty。樂隊後來的鼓手Christopher Bear只參與在其中一首歌當中，大部分人視這專輯為Ed Droste的個人專輯。其餘成員包括低音結他手Chris Taylor以及結他手Daniel Rossen則在其後加入，組成現在的四人組合。樂隊於2008年為電台司令北美巡迴演場會開場，電台司令結他手強尼·格林伍德亦公開表示灰熊樂隊為他最喜愛的樂隊，給予其高度評價。

## 外部連結
- 官方網站
- Facebook專頁 （页面存档备份，存于）
- Twitter （页面存档备份，存于）
- Instagram Page （页面存档备份，存于）